# جانینا فن خرونینگن
جانینا فن خرونینگن (انگلیسی: Gianina van Groningen؛ زادهٔ ۲۱ مهٔ ۱۹۹۵) قایقران روئینگ زن اهل رومانی است.
وی در مسابقات کشوری و بین‌المللی در مجموع برندهٔ ۳ مدال طلا، ۲ مدال نقره، ۱ مدال برنز شده است.